# Долње Захорани
Долње Захорани (слч. Dolné Zahorany) насељено је мјесто са административним статусом сеоске општине (слч. obec) у округу Римавска Собота, у Банскобистричком крају, Словачка Република.

## Становништво
| Година:    | 1994. | 2004.   | 2014.   | 2024.   |
| ---------- | ----- | ------- | ------- | ------- |
| Број људи: | 218   | 208     | 189     | 175     |
| Разлика:   |       | -4,58 % | -9,13 % | -7,40 % |

| Година:    | 2023. | 2024.   |
| ---------- | ----- | ------- |
| Број људи: | 174   | 175     |
| Разлика:   |       | +0,57 % |

Према подацима о броју становника из 2011. године насеље је имало 195 становника.